# Ceruncina
Ceruncina is een geslacht van vlinders van de familie spanners (Geometridae), uit de onderfamilie Ennominae.

## Soorten
- C. lyta Wehrli, 1941
- C. translineata Walker, 1863
- C. tsinlinga Wehrli, 1941